# NGC 6951
NGC 6951 (ook: NGC 6952) is een balkspiraalstelsel in het sterrenbeeld Cepheus. Het ligt 56 miljoen lichtjaar van de Aarde verwijderd en werd op 14 september 1885 ontdekt door de Amerikaanse astronoom Lewis A. Swift.

## Synoniemen
- UGC 11604
- MCG 11-25-2
- ZWG 325.3
- IRAS 20366+6555
- PGC 65086